# Blumepeter

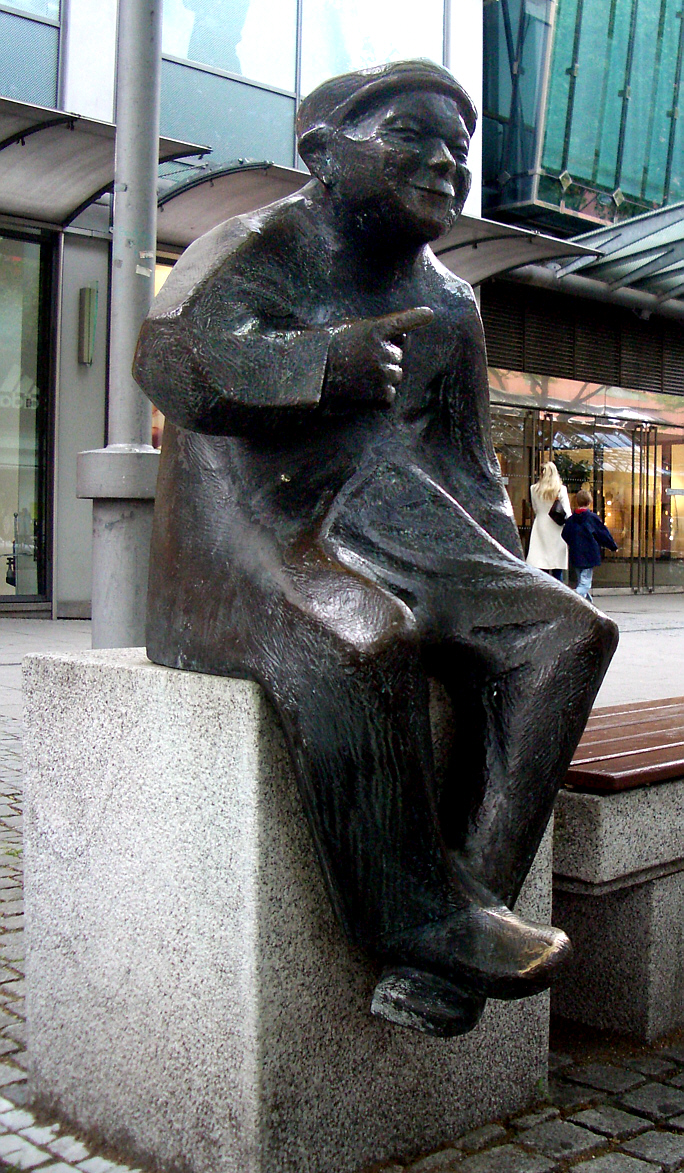
Blumepeter-Denkmal auf den Kapuzinerplanken in Mannheim

Der Blumepeter (auch Blumenpeter, eigentlich Peter Schäfer; * 5. April 1875 in Plankstadt; † 15. Juni 1940 in Wiesloch) ist eine Mannheimer Lokallegende. Er war ein armer Blumenverkäufer, der durch die Mannheimer Lokale zog.

## Leben
Er wurde als Johann Peter Berlinghof, Sohn der ledigen Barbara Berlinghof, in Plankstadt geboren. 1891 zog die Familie nach Mannheim. Sein leiblicher Vater, Joseph Schäfer, der die Mutter zwischenzeitlich geheiratet hatte, erkannte Peter als gemeinsamen Sohn an, so dass dieser seitdem den Familiennamen Schäfer trug. Infolge einer Unterfunktion der Schilddrüse blieb er zeit seines Lebens kleinwüchsig, verwachsen und wies eine verminderte Intelligenz auf (Kretinismus). Zudem litt er an Anomalien am Knochensystem und an schwerem Asthma. Er besuchte nie eine Schule und konnte auch später keinen Beruf erlernen. Von seiner Tante wurde er als Blumenverkäufer auf die Straße und in umliegende Lokale geschickt, damit er seinen Lebensunterhalt wenigstens zum Teil mitfinanzieren konnte. Bekannt sind die häufig wiederholten Sätze „Schääne Blume, die Herrschafte!“ („Schöne Blumen, die Herrschaften!“) und „Kaaf mer ebbes ab!“ („Kaufe mir etwas ab!“). So wurde er zu einer Art Maskottchen, Witzfigur, aber auch Opfer von Späßen.
Bei fortschreitendem geistigem Verfall zeigte er sich zunehmend verhaltensauffällig, auch aggressiv bis handgreiflich und soll als Exhibitionist aufgetreten sein. 1919 wurde er in eine Anstalt in Weinheim eingewiesen, dann 1929 in die Psychiatrische Klinik Wiesloch verlegt, wo er 1940 starb. Es ist nicht geklärt, ob er ein Opfer der sogenannten Aktion T4 der Nationalsozialisten wurde oder an natürlichen Ursachen starb. Schäfers Tod war in der Zeit zwischen dem zweiten und dritten T4-Transport von Wiesloch nach Grafeneck. Alles Weitere ist Spekulation. Blumepeters Grab befindet sich auf dem Anstaltsfriedhof in Wiesloch.

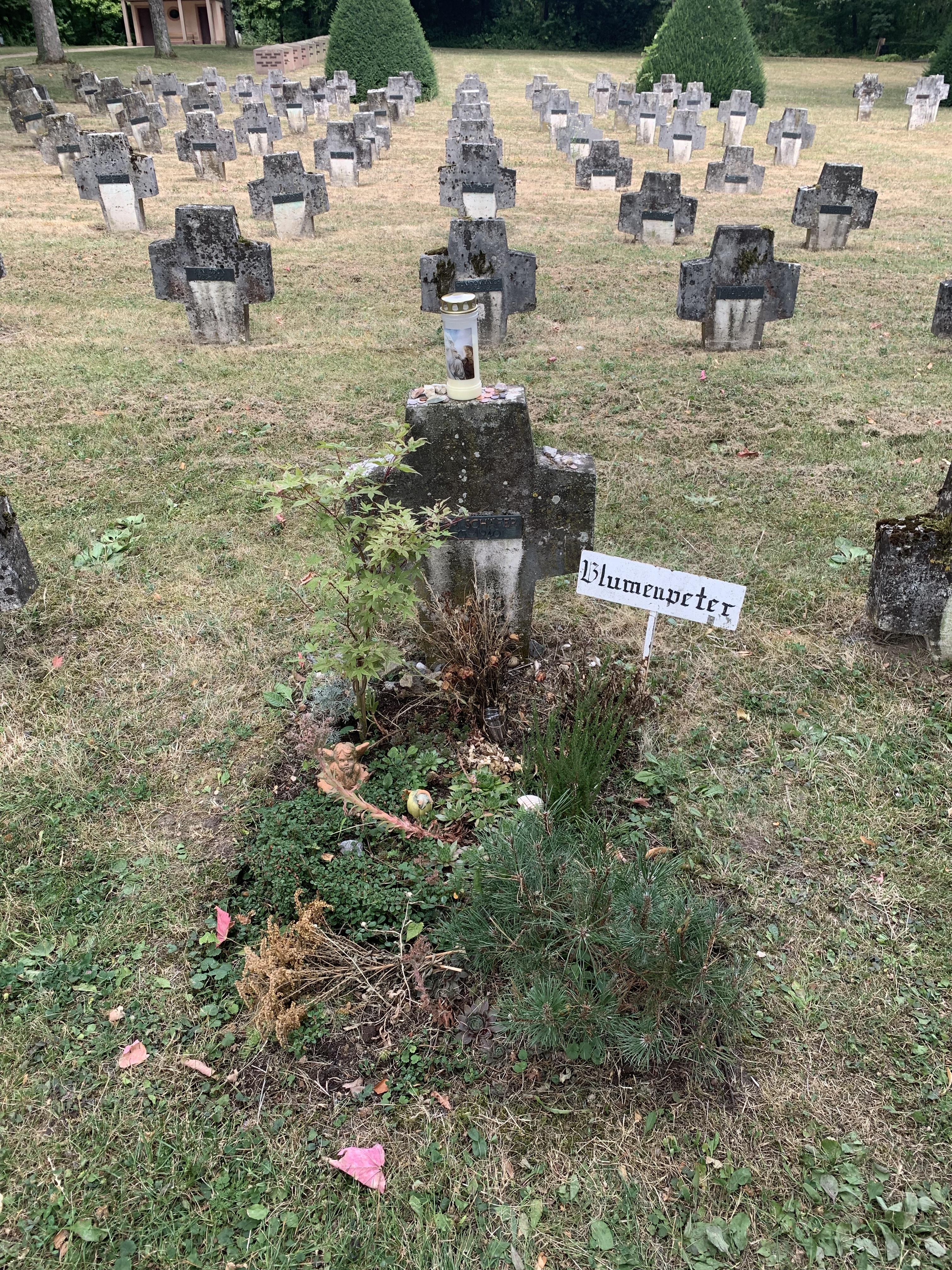
Grab des Blumepeters (Friedhof des Psychiatrischen Zentrums Nordbaden)

## Legende
Der Blumepeter gehört heute zum Mannheimer Lokalkolorit. Seit den 1960er-Jahren wurde von der Zeitung Mannheimer Morgen und der Karnevalsgesellschaft „Feurio“ die Legende gefördert. Demnach werden ihm Witz und Schlagfertigkeit unterstellt und – entgegen seinem tatsächlichen Leben – behauptet, er sei stets zu Streichen aufgelegt gewesen. Bis heute werden Witze mit ihm in der Hauptrolle erzählt. Postum wurde ihm der Spitzname „Bloomaul“ zugedacht, der von dem Wort „blooe“ (vom mittelhochdeutschen Wort „bliuwen“, das „schlagen“ bedeutet) abgeleitet liebevolles Angeben bzw. augenzwinkernde Übertreibung einer Behauptung oder Erzählung bezeichnet. Im Volksmund wird „Bloomaul“ gern als Beiname für den „typischen“ Mannheimer verwendet, dem man entsprechende Eigenschaften zurechnet.

## Reminiszenzen
Anlässlich des zwanzigjährigen Bestehens des Mannheimer Morgen im Jahr 1966 stifteten die Herausgeber zu Ehren des Blumepeters einen Brunnen mit Bronzedenkmal, das der Bildhauer Gerd Dehof schuf. Das Werk wurde am 5. Juli 1967 zunächst in der Kunststraße am Kapuzinerplatz (Quadrat N 4) aufgestellt, 1989 aber schräg gegenüber nach O 5 in die Fußgängerzone der Kapuzinerplanken versetzt.
Nach dem Blumepeter benannt ist das jährliche Blumepeterfest, bei dem eine Tombola und Essensverkauf zu karitativen Zwecken stattfinden. In den Wochen vor dem Blumepeterfest wird durch die Lokalzeitung regelmäßig eine Spendenkampagne unter Mannheimer Firmen organisiert, da sämtliche bei dem Fest verkauften Artikel gespendet werden.
Seit 1970 wird in Mannheim jedes Jahr der Bloomaulorden verliehen. Das Symbol des Blumepeter, der nach unten gebeugt durch seine gespreizten Beine nach hinten schaut, soll „der Kurpfälzer Lebensart, der teils etwas aufmüpfigen Lebensphilosophie, der Schlagfertigkeit, dem manchmal urwüchsigderben Mutterwitz der Mannheimer an sich ein Denkmal“ setzen. Er ist mittlerweile die höchste bürgerliche Auszeichnung Mannheims und wird immer an Fastnacht im Rahmen einer Aufführung im Nationaltheater verliehen.
Am 23. Oktober 2021 fand im Capitol die Premiere zur Eigenproduktion Blume Peter statt.
2023 wurde in seinem Geburtsort Plankstadt ein Denkmal errichtet, das an ihn erinnert.

## Film
- Der Mannheimer Blumepeter, SWR, Eberhard Reuß, 2020[9]